# Boubou Cissé
Boubou Cissé, né en 1974 à Bamako, est un homme d'État malien. Il est Premier ministre du 23 avril 2019 à son renversement par l'armée, le 18 août 2020.

## Situation personnelle

### Études
Boubou Cissé fait ses études primaires à Bamako à l’école Mamadou Konaté, puis à l’école fondamentale de N'Tomikorobougou. Après ses études primaires, il étudie en République Fédérale d’Allemagne puis aux Émirats Arabes Unis.
Il poursuit ses études universitaires en France, à Clermont-Ferrand en intégrant le Centre d’études et de recherches sur le développement international (CERDI, université d'Auvergne). Il obtient une maîtrise en sciences économiques, suivie d’un DEA en économie du développement. En 2004, il obtient un doctorat en sciences économiques à l'université d'Aix-Marseille.

### Carrière professionnelle

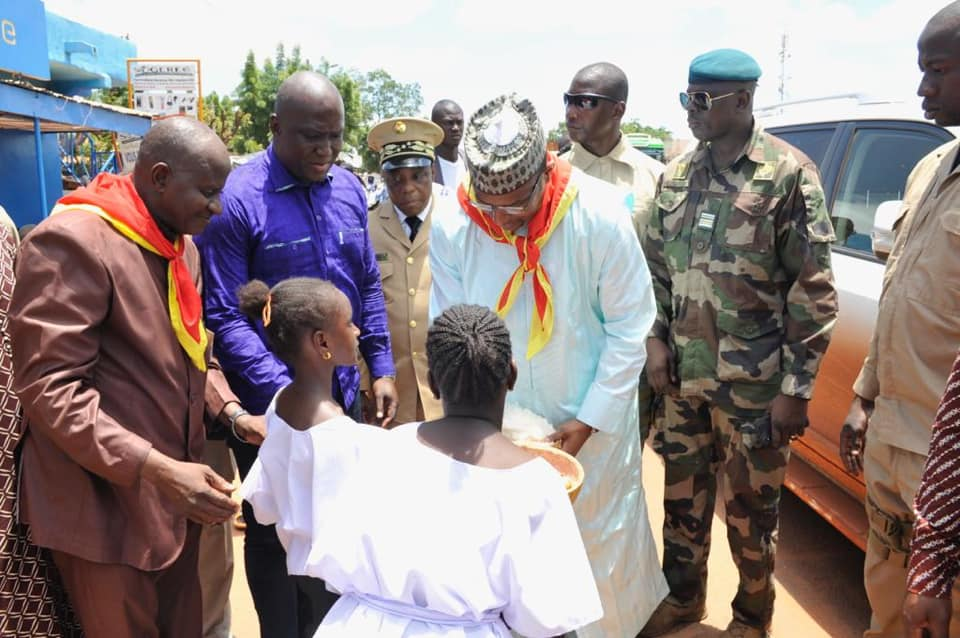
Accueil de Boubou Cissé à Kita, le 31 août 2019.

Il commence sa carrière professionnelle en tant qu'économiste pour la Banque mondiale en 2005. En 2008, il est promu économiste principal et directeur de projet de la Division du développement humain. Il travaille ensuite au Nigeria et au Niger en tant que représentant résident de la Banque mondiale.

## Parcours politique

### Ministre

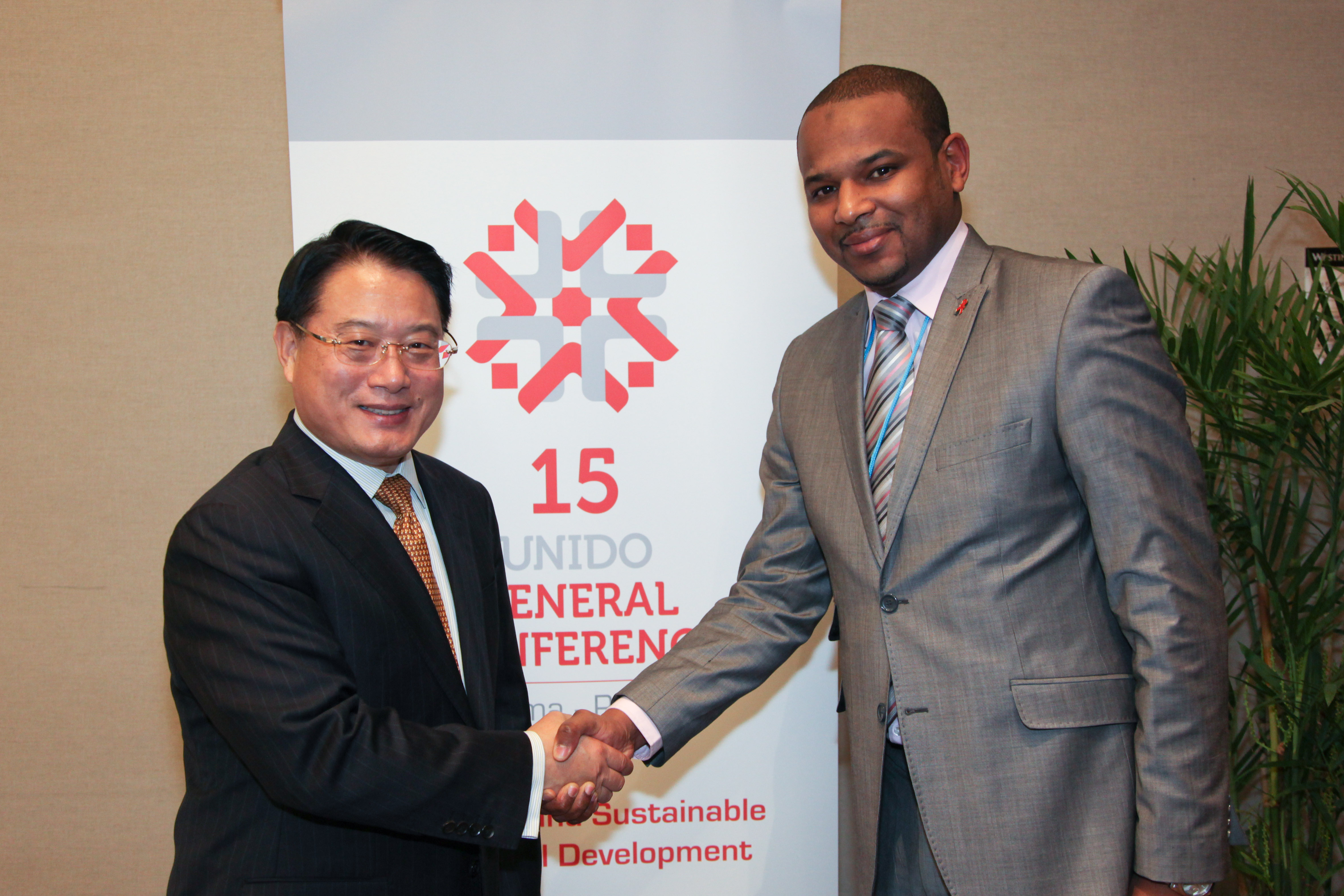
Boubou Cissé en 2013

Boubou Cissé est nommé ministre de l'Industrie et des Mines du Mali en 2013 et ministre des Mines en avril 2014. Il est ministre de l'Économie et des Finances de janvier 2016 jusqu'au 22 avril 2019,.

### Premier ministre du Mali

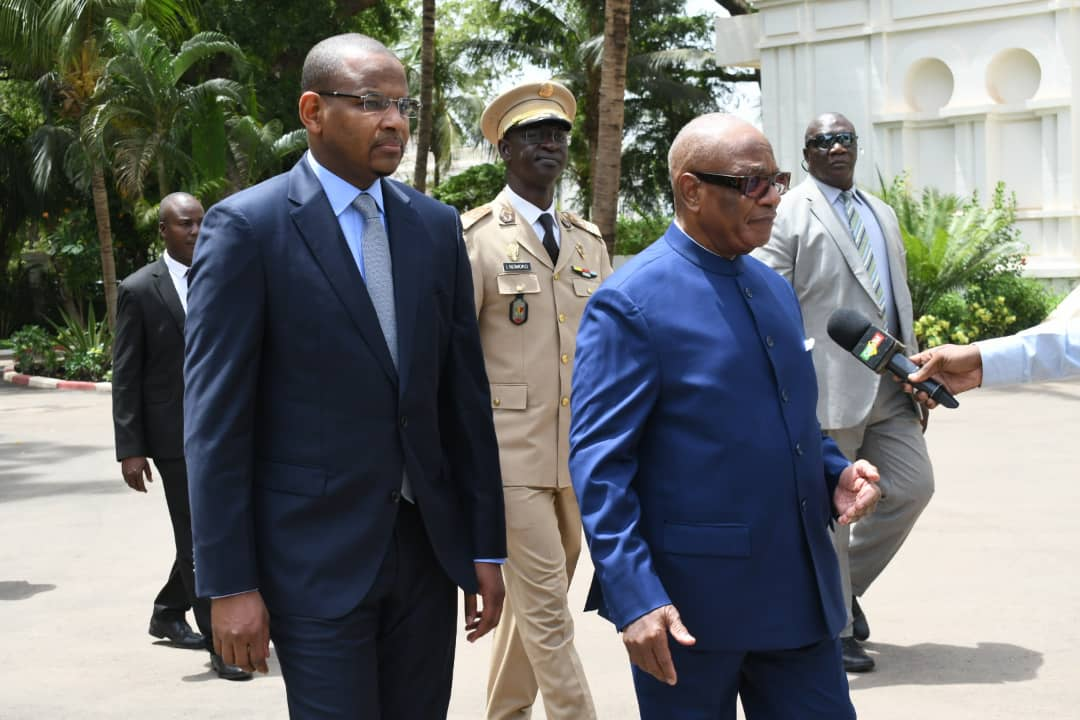
Boubou Cissé et Ibrahim Boubacar Keita en 2019

#### Premier gouvernement
Le 22 avril 2019, il est nommé Premier ministre. Il forme son gouvernement le 5 mai.

#### Second gouvernement et renversement
En juin 2020, Boubou Cissé est reconduit comme Premier ministre et chargé de former un nouveau gouvernement malgré une contestation populaire demandant la démission du président Ibrahim Boubacar Keïta. Un gouvernement restreint est formé le 27 juillet.
Le 18 août 2020, lors d'un coup d'État, Ibrahim Boubacar Keïta et Boubou Cissé sont arrêtés par une garnison de militaires, tout comme d’autres personnalités politiques de haut rang. Quelques heures plus tard, le président de la République, toujours détenu par l'armée dans un camp militaire, annonce sa démission ainsi que la dissolution du gouvernement et du Parlement, mettant fin aux fonctions de Premier ministre de Boubou Cissé.

## Après la primature
Le 8 octobre 2020, il est libéré par la junte. Fin décembre 2020, une information judiciaire est ouverte à l'encontre de cinq personnes dont Boubou Cissé pour tentative de renversement du gouvernement provisoire. Ce dernier, étant en fuite, n'est pas arrêté. Les charges sont abandonnées le 2 mars 2021.
Le 25 juillet 2022, le procureur général de la Cour suprême du Mali lance un mandat d’arrêt international contre Boubou Cissé, Tiéman Hubert Coulibaly et Mamadou Igor Diarra, tous anciens ministres du régime de l'ancien président Ibrahim Boubacar Keita. Ils sont poursuivis pour des crimes de faux et usage de faux, d'atteinte aux biens publics et de complicité de ces infractions dans l'affaire du marché public dit PARAMOUNT.

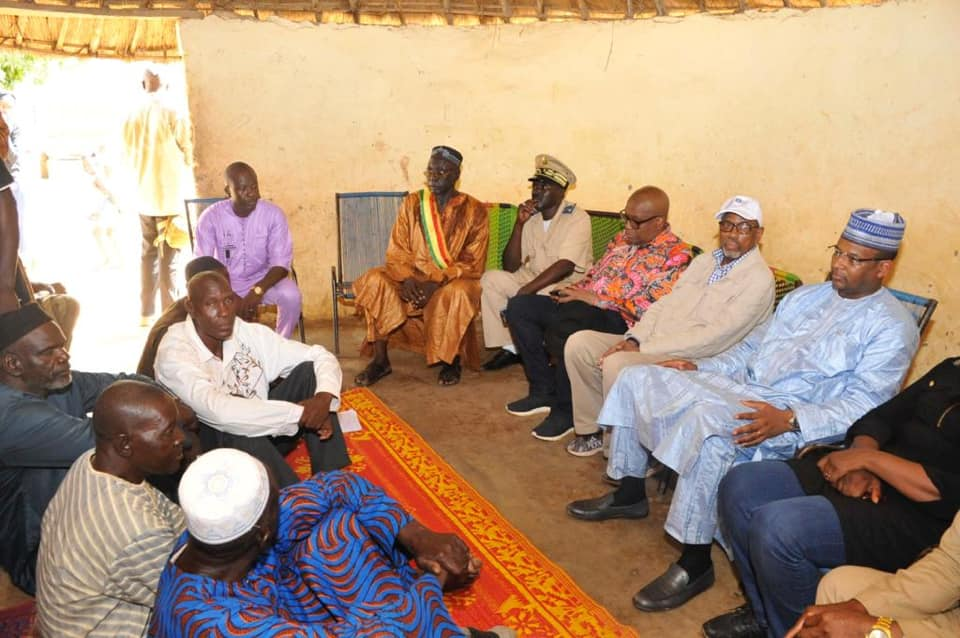
Visite de Boubou Cissé dans le vestibule des Tounkara en 2019

## Décoration
- Commandeur de l'ordre national du Mali[13] (2020)